# 不動大橋 (群馬県)
不動大橋（ふどうおおはし）は、群馬県吾妻郡長野原町の八ッ場あがつま湖に架かる橋。八ッ場ダム建設に伴う付替県道（群馬県道375号林岩下線）の一部として建設された。

## 概要

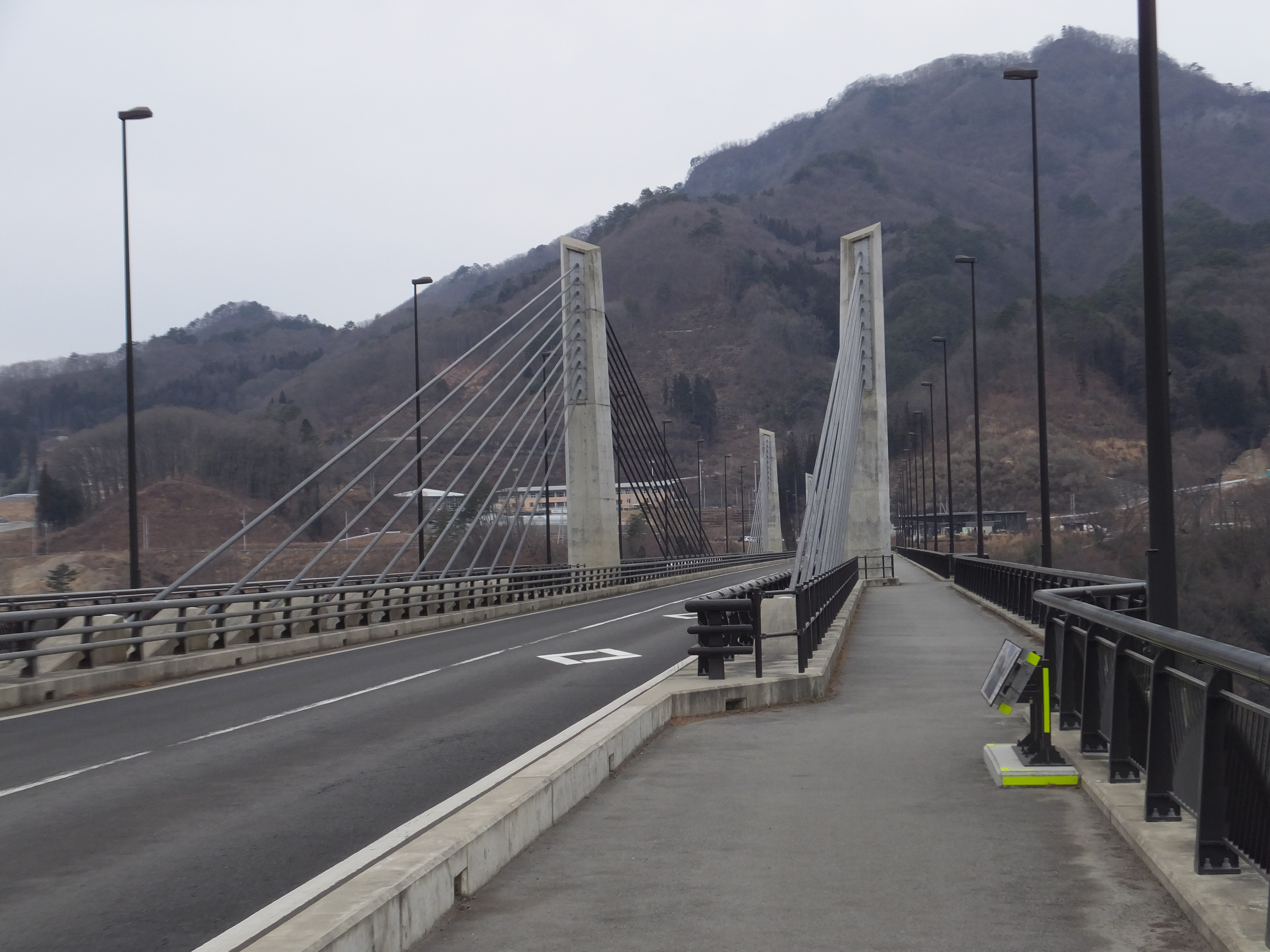
不動大橋 川原湯側

2004年（平成16年）3月着工。全長590.0m。「PC複合トラス」と「エクストラドーズド橋」の技術を融合した、世界初の「鋼・コンクリート複合トラス・エクストラドーズド橋」である。2009年（平成21年）の第45回衆議院議員総選挙の結果、鳩山由紀夫内閣により八ッ場ダムの建設中止が打ち出され、マスコミに象徴的な施設として取り上げられたが、紆余曲折を経て橋自体の建設は続行された（詳細は、八ッ場大橋#工事をめぐる動き（2009年-2010年）を参照）。
工事中は湖面2号橋と呼ばれていたが、2010年（平成22年）9月10日、水没関係5地区連合対策委員会により、近隣の名滝「不動滝」にちなんで「不動大橋」と命名された。橋は2011年（平成23年）3月中に完成予定だったが、同年3月11日に発生した東日本大震災によりアスファルトの搬入が滞ったため、舗装工事が延期された。同年4月25日に開通式が行なわれたが、急激な天候の変化によりテープカットは取りやめられた。
平成22年度土木学会田中賞（作品部門）を受賞した。

## 諸元
- 橋種 - 道路橋
- 構造 - PC5径間連続鋼・コンクリート複合トラス・エクストラドーズド橋
- 橋台 - 逆T式橋台（A1：深礎杭、A2：直接基礎）
- 橋脚 - P1：普通強度（24N）RC橋脚（深礎杭）、P2 - P4：高強度（40N）RC橋脚（深礎杭）
- 橋長 - 590.0m
- 桁長 - 588.6m
- 支間割 - 63.4m + 125.0m + 155.0m + 155.0m + 88.4m
- 有効幅員
  - 標準部 - 13.5m（歩道3.25m×2、車道3.5m×2）
  - 主塔部 - 18.5m（歩道3.0m×2、主塔2.75m×2、車道3.5m×2）
- 設計活荷重 - B活荷重
- 施行方法 - 超大型移動作業車を用いた片持ち張出し架設
- 主要資材（主桁及び主塔） - コンクリート：8,380m³、PC鋼材：520トン、鉄筋：1,520トン、鋼管トラス：820トン
- 工期
  - 全体 - 2004年（平成16年）3月 - 2011年（平成23年）3月
  - 橋梁 - 2007年（平成19年）8月17日 - 2010年（平成22年）9月30日
- 企業者 - 国土交通省関東地方整備局
- 設計者 - 国道交通省関東地方整備局、株式会社建設技術研究所
- 施工者
  - 上部工事：川田建設
  - 下部工事：ジーエスティー経常建設共同企業体、小山建設工業、川田建設、りんかい日産建設、日特建設
- 所在地 - 群馬県吾妻郡長野原町大字林地先〜川原湯地先
- 総工費 - 約65億円
- 備考 - 平成22年度土木学会田中賞（作品部門）受賞